# Ghost Stories (album, Coldplay)
Ghost Stories je šesté studiové album britské rockové skupiny Coldplay z roku 2014. Nahráváno bylo od listopadu roku 2012 a do března 2014 a vedle členů skupiny se na jeho produkci podíleli Tim Bergling, Paul Epworth, Daniel Green, Jon Hopkins a Rik Simpson. Autorkou obalu je česká výtvarnice Mila Fürstová. V hitparádovém žebříčku Billboard 200 se album umístilo na první příčce a během prvního týdne se prodalo 383 000 výlisků nahrávky.

## Seznam skladeb
| Pořadí | Název               | Délka |
| ------ | ------------------- | ----- |
| 1.     | Always in My Head   | 3:36  |
| 2.     | Magic               | 4:45  |
| 3.     | Ink                 | 3:48  |
| 4.     | True Love           | 4:05  |
| 5.     | Midnight            | 4:54  |
| 6.     | Another's Arms      | 3:54  |
| 7.     | Oceans              | 5:21  |
| 8.     | A Sky Full of Stars | 4:28  |
| 9.     | O                   | 3:50  |
| 10.    | No Audio            | 2:32  |
| 11.    | O (Reprise)         | 1:24  |

## Obsazení
Coldplay
- Guy Berryman – baskytara, klávesy
- Jon Buckland – kytara, klávesy, klavír
- Will Champion – bicí, bicí automat, doprovodné vokály
- Chris Martin – zpěv, kytara, klavír, klávesy

Ostatní hudebníci
- Timbaland – bicí
- Apple Martin – zpěv
- Moses Martin – zpěv
- Mabel Krichefski – zpěv
- Tim Bergling – klávesy